# Década de 230 a.C.

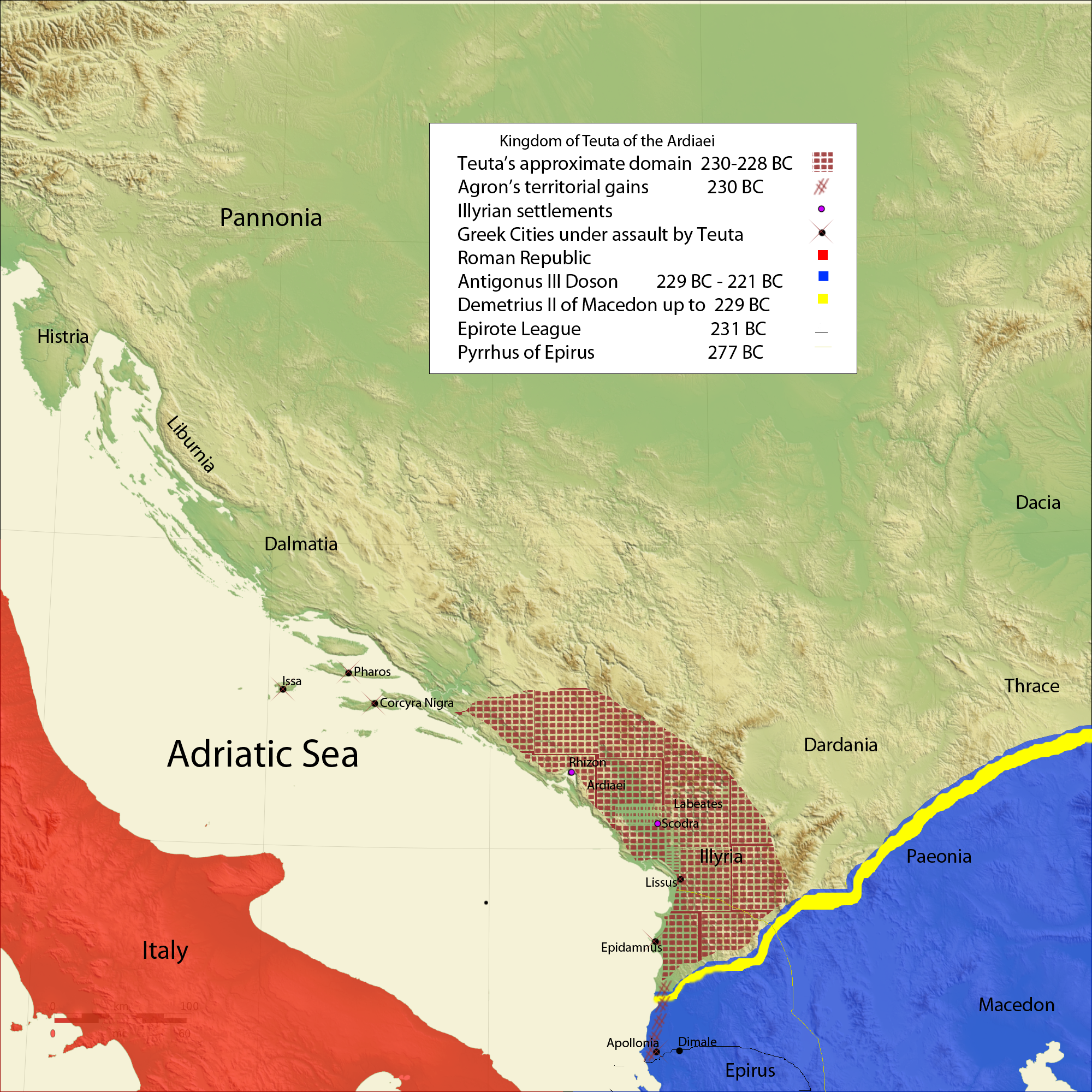

Séculos: (Século IV a.C. - Século III a.C. - Século II a.C.)
Décadas: 280 a.C. 270 a.C. 260 a.C. 250 a.C. 240 a.C. - 230 a.C. - 220 a.C. 210 a.C. 200 a.C. 190 a.C. 180 a.C.
Anos:
```
239 a.C.
 - 
238 a.C.
 - 
237 a.C.
 - 
236 a.C.
 - 
235 a.C.
 - 
234 a.C.
 - 
233 a.C.
 - 
232 a.C.
 - 
231 a.C.
 - 
230 a.C.
```